# Hot Wheels: AcceleRacers - Breaking Point
Hot Wheels: AcceleRacers - Breaking Point (no Brasil, Hot Wheels: AcceleRacers - Ponto de Ruptura) é um filme de animação americano produzido pela empresa canadense Mainframe Entertainment e distribuído pela Warner Bros. Television, sendo o terceiro da série Hot Wheels: AcceleRacers, composta por quatro longas. Lançado na televisão, Breaking Point foi exibido originalmente pelo Cartoon Network no dia 25 de junho de 2005. Sua trama continua diretamente os acontecimentos de Hot Wheels: AcceleRacers - The Speed of Silence e os seis pequenos episódios seguintes, os quais foram disponibilizados no website oficial do Cartoon Network após a exibição do segundo filme.
Em 28 de março de 2006, Breaking Point foi lançado em DVD pela Warner Home Video, e ao contrário dos longas anteriores, não recebeu uma versão em VHS.

## Enredo
Enquanto os pilotos da Teku tentam descobrir o paradeiro de Vert, desaparecido desde o fim do Reino Aquático, a misteriosa equipe Silencerz se prepara para novos reinos. Os Racing Drones, por sua vez, iniciam o processo de transformação do piloto capturado Kadeem em um servo ciborgue, ao mesmo tempo que Tork e Wylde disputam em uma corrida a nova liderança do grupo Metal Maniacs. Em seguida, é aberto o Reino do Canal, o qual tem novamente a vitória dos Silencerz. Posteriormente, depois de quatro reinos fora, Vert retorna para o Acceledrome, sendo autorizado a disputar o Reino da Sucata pelo Dr. Tezla. Dentro do reino, Wylde, novo líder dos Metal Maniacs, trava uma batalha com seu irmão Kurt, mas acaba sendo brutalmente jogado para fora da pista após passá-lo. Ferido, ele é então capturado pelos Racing Drones, enquanto que Kurt vence a corrida e consegue mais um AcceleCharger. Ao fim, Gelorum apresenta a Wylde o resultado da transformação de Kadeem, agora um servo dos Racing Drones.